# فريد خريم
فريد خريم (بالهولندية: Fred Grim) (17 أغسطس 1965 بأمستردام في هولندا - ) هو لاعب كرة قدم هولندي في مركز حراسة المرمى. لعب مع أياكس أمستردام ونادي كامبور.

## روابط خارجية
- فريد خريم على موقع قاعدة بيانات كرة القدم.إي يو (الإنجليزية)
- فريد خريم على موقع Soccerbase.com (لاعب) (الإنجليزية)
- فريد خريم على موقع عالم كرة القدم.نت (الإنجليزية)